# Гаджапати
Гаджапати (ория ଗଜପତି; англ. Gajapati) — округ в индийском штате Орисса. Образован 2 октября 1992 года из части территории округа Ганджам. Получил своё название в честь раджи Кришначандры Гаджапати. Административный центр — город Паралакхемунди. Площадь округа — 3850 км². По данным всеиндийской переписи 2001 года население округа составляло 518 837 человек. Уровень грамотности взрослого населения составлял 41,3 %, что значительно ниже среднеиндийского уровня (59,5 %). Доля городского населения составляла 10,2 %.